# Słochy Annopolskie
Słochy Annopolskie – wieś w Polsce położona w województwie podlaskim, w powiecie siemiatyckim, w gminie Siemiatycze.
W latach 1975–1998 miejscowość administracyjnie należała do województwa białostockiego.
Wierni kościoła rzymskokatolickiego należą do parafii Wniebowzięcia Najświętszej Maryi Panny w Siemiatyczach.

## Historia
Wieś Słochy Wielkie położona w ziemi drohickiej w 1795 roku, wchodziła w skład klucza siemiatyckiego księżnej Anny Jabłonowskiej. Według Powszechnego Spisu Ludności z 1921 roku wieś zamieszkiwało 212 osób, wśród których 24 było wyznania rzymskokatolickiego, 136 prawosławnego, 2 ewangelickiego a 50 mojżeszowego. Jednocześnie 23 mieszkańców zadeklarowało polską przynależność narodową, 138 białoruską, 1 niemiecką a 50 żydowską. Było tu 37 budynków mieszkalnych.
23 czerwca 1941 żołnierze Wehrmachtu ze 141 Dywizji Piechoty spalili wieś i zamordowali 62 jej mieszkańców. Według innych źródeł ofiar było 64. (Ustalono 47 nazwisk zamordowanych).  W tym samym dniu spalono także wsie Klekotowo i Ogrodniki.
Od 2004 w miejscowości budowana jest prawosławna cerkiew pod wezwaniem św. Marii Magdaleny i Świętych Męczenników Ziemi Chełmskiej i Podlaskiej (jako filia parafii Świętych Apostołów Piotra i Pawła w Siemiatyczach). Obecnie (2014) trwają prace wykończeniowe wewnątrz świątyni. Cerkiew ma upamiętniać martyrologię mieszkańców wsi w czasie okupacji hitlerowskiej.
W 2009 roku na terenie wsi odnaleziono kilkadziesiąt monet rzymskich z lat 107-138 n.e., które przypuszczalnie zostały ukryte w II wieku przez przedstawicieli kultury przeworskiej wiązanej z plemieniem Wandalów.